# Kings of Metal World Tour 1989
Il Kings of Metal World Tour è il tour della band heavy metal Manowar effettuato nel 1989.

## Notizie generali
È stata la prima parte del tour di supporto dell'album Kings of Metal. Ross the Boss, chitarrista e cofondatore della band, non prese parte a questo tour ma fu sostituito da David Shankle. Il tour si svolse totalmente in Europa.

## Formazione
- Eric Adams - voce
- Joey DeMaio - basso
- David Shankle - chitarra
- Scott Columbus - batteria

## Date e tappe
|                |                   |           |                   |  |  |  |
| 2 aprile 1989  | Oslo              | Norvegia  |                   |  |  |  |
| 4 aprile 1989  | Stoccolma         | Svezia    | Göta Lejon        |  |  |  |
| 6 aprile 1989  | Helsinki          | Finlandia |                   |  |  |  |
| 8 aprile 1989  | Copenaghen        | Danimarca |                   |  |  |  |
| 10 aprile 1989 | Amburgo           | Germania  |                   |  |  |  |
| 11 aprile 1989 | Berlino           | Germania  |                   |  |  |  |
| 12 aprile 1989 | Münster           | Germania  | Jovel Music Hall  |  |  |  |
| 14 aprile 1989 | Amsterdam         | Olanda    |                   |  |  |  |
| 15 aprile 1989 | Colonia           | Germania  |                   |  |  |  |
| 17 aprile 1989 | Esslingen         | Germania  | Zentrum Zell      |  |  |  |
| 18 aprile 1989 | Mannheim          | Germania  | Rosengarten       |  |  |  |
| 19 aprile 1989 | Monaco di Baviera | Germania  | Deutsche Museum   |  |  |  |
| 20 aprile 1989 | Magonza           | Germania  | Eltzer Hof        |  |  |  |
| 21 aprile 1989 | Norimberga        | Germania  |                   |  |  |  |
| 22 aprile 1989 | Heilbronn         | Germania  | Böllingertal Hall |  |  |  |
| 25 aprile 1989 | Bellinzona        | Svizzera  | Espocentro        |  |  |  |
| 26 aprile 1989 | Milano            | Italia    |                   |  |  |  |
| 27 aprile 1989 | Firenze           | Italia    |                   |  |  |  |
| 30 aprile 1989 | San Sebastián     | Spagna    |                   |  |  |  |
| 1º maggio 1989 | Madrid            | Spagna    |                   |  |  |  |
| 2 maggio 1989  | Barcellona        | Spagna    |                   |  |  |  |
| 3 maggio 1989  | Tolosa            | Francia   |                   |  |  |  |
| 5 maggio 1989  | Zurigo            | Svizzera  |                   |  |  |  |
| 7 maggio 1989  | Bruxelles         | Belgio    |                   |  |  |  |
| 8 maggio 1989  | Oberhausen        | Germania  |                   |  |  |  |
| 10 maggio 1989 | Parigi            | Francia   |                   |  |  |  |